# Geneva Palexpo
Il Geneva Palexpo è un centro congressi di Le Grand-Saconnex, nel canton Ginevra.
Questa zona fiere è famosa soprattutto per ospitare il Salone dell'automobile di Ginevra.
Costruito tra il 1977 ed il 1981, il complesso venne ampliato alcune volte, l'ultima delle quali nel 2003. Venne aggiunta anche una sala da concerti. Ha una superficie interna di 102'000 m2.
In ambito sportivo viene utilizzato sempre più spesso dalle squadre svizzere di Fed Cup e di Coppa Davis, nel settembre 2014 si è giocata la semifinale di Coppa Davis tra Italia e Svizzera che ha permesso agli elvetici di raggiungere la seconda finale in ambito maschile, vinta contro la Francia per 3-1.
Nel settembre 2019 ha ospitato la terza edizione della Laver Cup, competizione tennistica del circuito ATP che ha visto trionfare il team Europa, capitanato dall'idolo di casa Roger Federer, sul Resto del Mondo per la terza volta consecutiva.